# Kayleigh
Kayleigh è un singolo del gruppo musicale britannico Marillion, pubblicato il 6 maggio 1985 come primo estratto dal terzo album in studio Misplaced Childhood.

## Video musicale
Il videoclip è stato girato nell'allora Berlino Ovest, zona occidentale della città, al tempo ancora divisa dal Muro. Si possono infatti notare location nel quartiere di Kreuzberg (Sebastianstraße, Waldemarstraße e il checkpoint di Heinrich Heine-Straße), il lungo Sprea nei pressi dell'Oberbaumbrücke e il castello di Charlottenburg.

## Tracce
Testi e musiche dei Marillion.
7" (Australia, Canada, Europa, Nuova Zelanda)
- Lato A

1. Kayleigh – 3:33

- Lato B

1. Lady Nina – 3:41

7" (Stati Uniti)
- Lato A

1. Kayleigh – 3:33

- Lato B

1. Heart of Lothian – 3:47

12"
- Lato A

1. Kayleigh (Alternative Mix) – 3:57
2. Kayleigh (Extended Version) – 4:00

- Lato B

1. Lady Nina (Extended Version) – 5:43

## Formazione
Gruppo
- Fish – voce
- Steve Rothery – chitarre
- Pete Trewavas – basso
- Mark Kelly – tastiere
- Ian Mosley – percussioni

Produzione
- Chris Kimsey – produzione, missaggio
- Thomas Steimler – registrazione
- Mark Freegard – assistenza al missaggio

## Classifiche
| Classifica (1985)             | Posizione massima |
| ----------------------------- | ----------------- |
| Belgio (Fiandre)              | 38                |
| Germania                      | 7                 |
| Irlanda                       | 4                 |
| Italia                        | 27                |
| Norvegia                      | 8                 |
| Paesi Bassi                   | 12                |
| Regno Unito                   | 2                 |
| Stati Uniti                   | 74                |
| Stati Uniti (mainstream rock) | 14                |
| Svizzera                      | 19                |